# 楚格 (伯尔尼州)

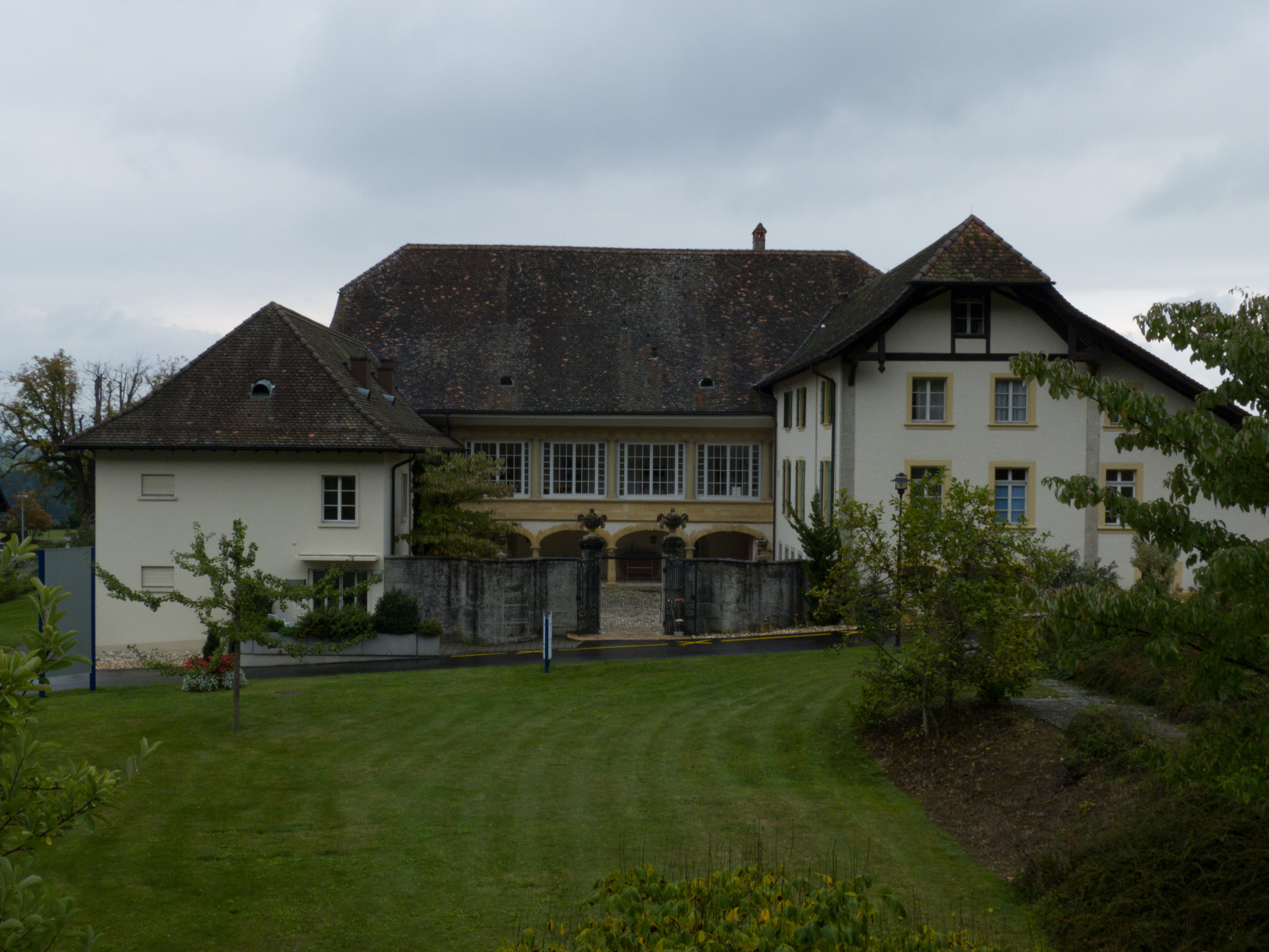

楚格（德語：Tschugg）是瑞士的市镇，位於該國中西部，由伯恩州負責管轄，面積3.29平方公里，海拔高度492米，2011年人口448，六成半人口信奉羅馬天主教，人口密度每平方公里136人。